# Rikizo Matsuhashi
Rikizo Matsuhashi (松橋 力蔵, Matsuhashi Rikizo) est un footballeur japonais né le 22 août 1968 à Tokyo au Japon devenu entraîneur.

## Palmarès
- Championnat du Japon :
  - Champion en 1995 (Yokohama Marinos).